# 神楽道中記
『神楽道中記』（かぐらどうちゅうき）は、2009年7月24日にでぼの巣製作所より発売されたアダルトゲーム。プレイする毎にダンジョンが変化するローグ型RPGパートとADVパートを繰り返しながらゲームが進行する。

## 概要
「でぼの巣製作所」立ち上げと同時に発表された「Hな巫女さんRPG」。「Studio e.go!」時代の人気シリーズの1つであった「神楽」シリーズの系譜を受け継ぐ新たなシリーズの第1作であり「でぼの巣製作所」看板タイトルの1つでもある。それまでの「神楽」シリーズから一転して、RPGになったことでプレイしやすくなったこともあり、多くのユーザーを獲得し同社の躍進の礎となった作品である。2人のヒロインを交互に切り替えることができ、状況に応じた戦略を駆使したりできるほか、ユーザーの実力に合わせた3つのゲームモードが選べる。追加シナリオのうち「vol.3」は本編の後日談である『神楽学園記』のさらに後日談となっているため、『学園記』に登場した小春もプレイ可能になる。
2011年4月28日には追加シナリオ全3本を含むパック製品『神楽箱』が発売された。また、「でぼの巣」作神楽シリーズ9作品を収録した『神楽箱スペシャル』(2014年4月25日発売)にも全作が収録されている(いずれもダウンロード販売あり)。
同シリーズ中、唯一全年齢版が存在する作品である。
ヒロインの2人(いぶき・なずな)は後のシリーズ作『神楽学園記』にも登場。また、彼女らの前日談にあたる内容を描いた『神楽黎明記』でもそれぞれが取り上げられている。にじよめで配信されている『神楽大戦』シリーズにも舞台背景共々登場し、メインキャラの一翼を担っている人気キャラクターになった。

## ストーリー
ある田舎の村で起こった神隠し事件。退魔を生業とするそれぞれの神社は、事件解決のために3人の神職者を派遣する。のどかな田舎村である大賀温泉郷に派遣された3人だが、事件の裏には彼らに大きく関わる人物が…。

## 登場キャラクター

### メインキャラクター
アダルトゲーム版、全年齢版ともに声優は同じ
嵐山 いぶき（あらしやま いぶき）
声：雪都さお梨
妖怪共存派の灘杜神社から派遣された退魔巫女。
関西弁で明るく少々子供っぽい性格だが、体の発育は良好。体格も人並みの大きさ。ヒーロー志向の食欲魔人でボケ要員。宗派違いな行動(仏教のお題目を唱える)や妙な業界用語を発しなずなに「どこの人よ」と突っ込まれることが多い。時々自己流のネーミングを放つ時がある(「了解」を「了解(ラジャ)った」など)。
刀(射程1セル)を使った近接戦闘が得意で、攻撃力、防御力が高い。
雷道 なずな（らいどう なずな）
声：北都南
妖怪殲滅派の霞ノ杜神社から派遣された退魔巫女。日本人離れした金髪を持つクォーターの少女。いぶきと同い年であるが小柄なため初対面時には「ちっさくてかわいらしい人」と言われたことも。
クールできつい性格（本人曰く「硬派で通ってる」とのこと）だが、みなせと並ぶ劇中でも貴重なツッコミ役のためクールに決められないことも多い。甘味好きで地震が苦手。さらにカマイタチの可愛らしさに思わず和むような可愛い一面も。
胸が小さいのを気にしている。劇中でもそれを思わせる発言が多く、特にいぶきとのサイズ差を気にしてのセリフが多い。
槍(射程2セル)やお札(射程札次第)を得意とするテクニカルキャラクター。
槍は直線上の2体の敵を同時に攻撃可能。
秋月　小春　（あきづき　こはる）
声:姫川あいり
『神楽学園記』のヒロイン。追加シナリオ3で『道中記』でもメインキャラとして使えるようになった。
登場当初の特技は幽体離脱のみだったが、学園記で描かれた事件において体に神様を宿らせたことから一転して武闘派になった。
武器なし(射程2セル)での攻撃や独特の技を習得し、近接攻撃を最も苦手とするなずな以上のテクニカルキャラクター。
敵の武器はじき･硫酸･感電の影響を受けない。

### サブキャラクター
龍宮 みなせ（たつみや みなせ）
声：日向苺
龍杜神社から派遣された、真面目な性格の神主見習い。
妖怪に敗れて汚された巫女の浄化を行う。実は両性具有。
三船　孝太　（みふね　こうた）
声:相馬ユウタ
いぶきの幼馴染であり神楽学園記の主人公。人間と妖怪サトリのハーフ。
道中記では追加シナリオ3でいぶき達に誘われて大賀温泉郷にやってくる。学園記のハーレムエンド後の設定なので、ヒロイン3人全てと付き合っている。
なお、追加シナリオ3ではみなせではなく孝太が浄化を行う。
東 邦充
声：谷俊介
温泉旅館の若旦那。もともと気弱な性格なのだが、妻がさらわれたために輪をかけて暗い性格になっている。ちなみに旅館では料理を担当している。
東 真知子（あずま まちこ）
声：天野かなで
温泉旅館の女将。旅館の経理を担当しているが、妖怪にさらわれてしまう。
奥田 杏（おくだ あんず）
声：狛乃ハルコ
茶屋の看板娘。祖母の店を手伝いにきている。また、学校では帳簿などを習っているらしく、真知子が不在の間は旅館も手伝っている。
ひそかにみなせに恋心をいだいている。
親方
美鈴の祖父で鍛冶屋をしている。武器の強化をしてくれるが、美鈴がさらわれたショックで老け込んでしまっている。
甲斐谷 美鈴（かいたに みすず）
声：狛乃ハルコ
高名な鍛冶職人の孫娘。おとなしい性格で男性が苦手。
日立 明（ひたち あきら）
声：天野かなで
行方不明中の女棟梁。男勝りなきっぷのいい性格だが、工務店ではアイドルのような存在らしく、彼女不在の工務店はお通夜のようなムードが漂っている。神社の改築を請け負ってくれる。
ミシャグジ様（人の姿では『御坂様』）
声：葵海人
人魂の沼の「主様」で封印されていた蛇の妖怪。拠点の村を「結界」で守ってくれる。
かなりの女好きであるが、行く先々で軽くあしらわれてしまう。
性格が似ているためか、孝太とは一瞬で意気投合した。
龍宮 小夜（たつみや さよ）
声：有栖川みや美
龍杜神社のかつてのエースでみなせの実姉。
幼い頃のいぶきを助けた恩人であるとともに3年前の事件を理由になずなから狙われている。
龍脈の力を全身に取り入れ一時的に龍人化する能力があるため、いぶきと同じ年齢のころからとてつもない強さを誇っていた。折り鶴に霊力を込めることでお守りにすることもでき実際、作中ではいぶきとみなせが序盤からその話題に言及している。
滝峰（音羽）　葉子（たつみね（おとわ）　ようこ）
「ユーザー登録」をすると出現する「魔王の迷宮」の登場人物。
「神楽シリーズ」の「夏神楽」のヒロインの1人で後日談にあたる。
本人は「葉子」と名乗ったつもりが「妖狐」と間違われて漢字を当てられてしまった模様。
「ドラ○エIのフレーズとダンジョン」を作った裏には、涙をさそうような事情があった。
万蟲姫（まむしひめ）
声：草柳順子
追加シナリオvol.2に登場する人物。
見た目は幼い少女のようだが、強大なムカデの妖怪であり、三すくみの関係からミシャグジの天敵。ある目的のため、大賀温泉郷にやってくる。
容姿、本性はムカデ、性格、部下には天狗がいる、など月神楽に登場した千蟲姫と酷似しているが関連性は不明。

## スタッフ
- キャラクターデザイン：山本和枝
- シナリオ：寺岡健治
- 主題歌：『キラリ』
  - 作詞・歌：真里歌(Angel Note)
  - 作・編曲：不知火つばさ(Angel note)

## 追加シナリオ
- 追加シナリオ vol.1（ダウンロード版）
- 追加シナリオ vol.2（ダウンロード版）
- 追加シナリオ vol.1+vol.2（パッケージ版）
- 追加シナリオ vol.3（パッケージ版・ダウンロード版）

プレイするには神楽道中記製品版がインストールされていることと、ある程度ゲームが進行している必要がある。またvol.3インストール済みであれば『道中記』本編では入手不能な「あんみつ」「フルーツ蜜豆」が本編でも茶屋の営業再開に伴い入荷される。

## 全年齢対象版
2009年12月18日にダウンロード販売限定で発売が開始された。初期内容はVer.1.05相当。V1.05aにて18禁版と全年齢版との統合が行われた。その為同じ機械に同じフォルダ内で共存させているとデータを共有できる。

## 神楽道中記・想
2014年10月24日に発売されたワイド対応版。新規のCGを追加されており、ワイド対応前のデータを引き継いでプレイする事が可能。

## モバイル
2010年4月2日よりゲーマーズモバイル・アニメ&ゲームきせかえにてケータイメニューが配信中。